# عقرب‌ماهی‌های کوتاه‌باله
عقرب‌ماهی‌های کوتاه‌باله (نام علمی: Brachypterois) نام یک سرده از تیره عقرب‌ماهیان است.